# Stan rzeczy
Stan rzeczy – zbiór informacji o stanie faktycznym bytu, oraz jego stosunku względem jego otoczenia, będący treścią danych o sposobie istnienia danego bytu, jego formie, rodzaju, cechach, rolach i relacjach z innymi bytami i całym otaczającym je środowiskiem.
Stan rzeczy stanowi także odniesienie przedmiotowe, znane logice jako korelat semantyczny zdania sensownego, które może być zarówno zdaniem prawdziwym, jak i fałszywym. Stan rzeczy, mający miejsce w rzeczywistości określonego uniwersum, znany jest w filozofii i logice jako fakt.
Stan rzeczy może polegać na tym, że:
- określony przedmiot P w danym przedziale czasu ma pewną własność W,
- między danymi obiektami zachodzi określona relacja,
- zachodzi pewne zdarzenie,
- ma miejsce pewien proces.

Wypowiedź, w której stwierdza się (prawdziwie lub fałszywie) określony stan rzeczy, jest zdaniem w sensie logiki.